# 趙曾棣
趙曾棣（？—？），直隸省易州直隸州淶水縣人，清朝政治人物、同進士出身。
光緒十五年（1889年），参加光緒己丑科殿試，登進士三甲74名。同年五月，著交吏部掣签，分发各省以知县即用。